# Parler
Parler (Frans: parler, praten) is een Amerikaanse microblogging- en sociaalnetwerksite die werd gepromoot als een alternatief voor Twitter. 

## Geschiedenis
Parler werd in augustus 2018 opgestart in Henderson (Nevada) door John Matze jr. en Jared Thomson, die beiden computerwetenschappen aan de Universiteit van Colorado-Denver studeerden. Een van de mede-oprichters en financiers van Parler is de conservatieve donateur Rebekah Mercer.
De site moest volgens Matze jr. een plek worden zonder censuur, zonder waarschuwingslabels, vrij voor iedereen. En toen in het voorjaar van 2020 meer en meer berichten uit radicaal-rechtse hoek, en ook van president Trump, op Twitter, Facebook en Instagram werden verwijderd of voorzien van een waarschuwing, groeide de belangstelling voor Parler. 
De site, die in mei 2019 naar eigen zeggen 100.000 gebruikers telde werd in juli 2020 heel populair (tot 2 miljoen gebruikers), onder meer na een artikel in The Wall Street Journal.

## Deplatforming
In januari 2021 werd de Parler-app uit Google Play Store verwijderd, vanwege de volgens Google "flagrante inhoud". Apple volgde het voorbeeld van Google, omdat "het platform niet genoeg gedaan [heeft] om het verspreiden van berichten die aanzetten tot geweld tegen te gaan". Amazon Web Services, dat de websites van Parler hostte, is daarmee op 11 januari gestopt. Parler dacht enkele dagen nodig te hebben om weer online te komen. Op 15 februari 2020 kwam de site terug online na meer dan een maand offline geweest te zijn. Medio 2023 (en mogelijk ook daarvoor) zijn de apps voor Android en iOS normaal verkrijbaar.